# Andy (chanson de Mireille Mathieu)
Pour les articles homonymes, voir Andy.
Singles de Mireille Mathieu
Un dernier mot d'amour
(1978) Un enfant viendra
(1979)
Pistes de Mireille Mathieu chante Paul Anka "Toi et Moi"
Paris-Problèmes La porte fermée
Andy est une chanson de la chanteuse française Mireille Mathieu sortie en France en 1979 chez Philips. Écrite par Eddy Marnay et composée par Paul Anka, la chanson se trouve sur l'album entièrement produit par Paul Anka, Mireille Mathieu chante Paul Anka "Toi et Moi". Elle connaît une version anglaise interprétée aussi par Mireille : Andi.
La face B du 45 tours, Comme avant, est un duo entre Mireille et Paul Anka. Cette chanson connaît également une version anglaise : After You.